# Thomas Stenström
Karl Thomas Stenström (Uddevalla församling, 19 gennaio 1988) è un cantante svedese.

## Biografia
Thomas Stenström è salito alla ribalta con l'album in studio Rör inte min kompis!, entrato al 26º posto della Sverigetopplistan. Anche l'LP Dreamer (2019) ha fatto l'ingresso in classifica, finendo alla 38ª posizione.
Spring Baby Spring (2021) gli ha regalato il suo miglior posizionamento nella graduatoria svedese (2º posto) e un disco d'oro equivalente a 15 000 unità, nonché una nomination per l'artista dell'anno ai Grammis. Superlativ 97 è stato il suo primo LP a raggiungere il vertice della classifica nazionale; col successo riscosso dal disco, si è portato a casa il Grammis all'artista dell'anno. La IFPI Sverige gli ha assegnato due ulteriori dischi d'oro e otto di platino, equivalenti a 720 000 unità certificate.

## Discografia

### Album in studio
- 2012 – Nåt annat, nån annanstans
- 2014 – Fulkultur
- 2017 – Rör inte min kompis!
- 2019 – Dreamer
- 2021 – Spring Baby Spring
- 2023 – Superlativ 97

### EP
- 2019 – Uddevalla Dreamer
- 2021 – Så mycket bättre 2021 - Tolkningarna

### Singoli
- 2014 – Dansen före döden
- 2014 – Slå mig hårt i ansiktet
- 2015 – Det är inte lätt att leva
- 2016 – Allt jag har
- 2016 – Det här är inte mitt land (feat. Silvana Imam)
- 2017 – Palma de Mallorca
- 2017 – Förlorare utan chans (con Den svenska björnstammen)
- 2017 – På en vacker dag (feat. Amanda Jenssen)
- 2019 – Adiós amigos
- 2019 – Himlen över city
- 2019 – Bam bam
- 2020 – Röda himlar
- 2020 – Västerbron
- 2020 – Ser du månen där du är ikväll? (Tillsammans igen)
- 2021 – Det är nog aldrig för sent för oss två
- 2021 – Nätterna
- 2021 – Hej hallå!
- 2021 – Hotel Amigo (feat. First Aid Kit)
- 2021 – Taxi taxi
- 2021 – Silverblå
- 2021 – Saknar du mig nu?
- 2021 – Gator utan namn
- 2021 – Göteborg
- 2022 – Gråter om du vill (con Miriam Bryant)
- 2022 – Väntar på en solig dag
- 2022 – Sista sommaren
- 2023 – Andas in andas ut
- 2023 – Solen
- 2023 – Bäst här inne
- 2023 – Hålla tillbaks (feat. Hurula)
- 2024 – Unnskyld, förlåt (con Chris Holsten)
- 2025 – Kaprifol
- 2025 – Helvete!
- 2025 – Carpe diem
- 2025 – För Sverige i tiden
- 2025 – Vill du ha mig?